# Іменна ваза

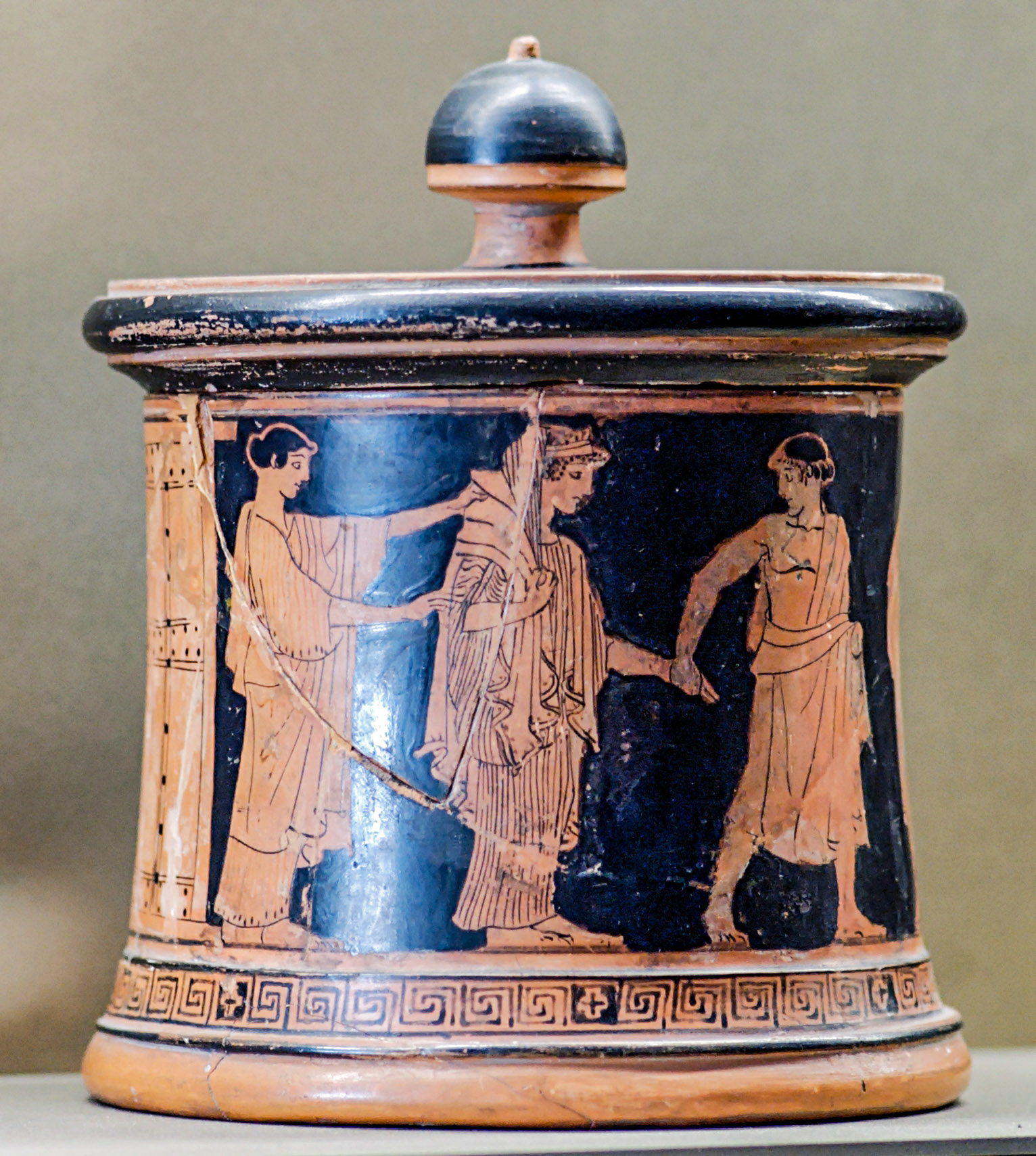
Іменна ваза Вазописця весіль — піксида, Весілля Фетіди та Пелея

Іменна ваза — ваза анонімного творця, за якою можна виокремити та ідентифікувати конкретного майстра. Тоді автор отримує своє умовне ім'я за назвою самої вази (Вазописець Великого Афінського канфара, Вазописець Лондонської пеліки), або за назвою сцени (Вазописець Хоефори, Вазописець пекла, Вазописець Іліуперса чи Вазописець весіль), або фігур, зображених на вазі (наприклад, Вазописець Афродіти, Вазописець Дарія, Вазописець Пана та інші).
Виділення таких умовних імен необхідне, оскільки більшість давньогрецьких вазописців та гончарів не підписували свої роботи. Окрім вище наведених критеріїв, майстер може бути названий за місцем знахідки іменної вази (наприклад, Варрезський вазописець, Вазописець Наццано, Кайванський вазописець, Вазописець Еретрії), місцем зберігання іменної вази (Берлінський вазописець, Єнський вазописець, Бостонський вазописець СА, Бруклінсько-Будапештський вазописець), за формою іменної вази (Вазописець діносів, Вазописець фіал), за ім'ям гончара, який створив вазу (Вазописець Амасіса, Вазописець Андокіда), за особливістю техніки розпису (Вазописець білих облич) або за написом «калос» (Вазописець Антифона).
Для аттичних розписних ваз більшість умовних імен вазописців введені у науковий обіг Джоном Бізлі. Він був першим дослідником, який почав вивчати та зіставляти їх роботи систематично. Для вазописців південно-італійського вазопису (Апулія, Кампанія, Луканія, Пестум та Сицилія) аналогічну роль зіграв Артур Дейл Трендал.